# Metody amortyzacji w prawie bilansowym
Metoda amortyzacji powinna być odzwierciedleniem sposobu czerpania korzyści z amortyzowanego składnika aktywów. Prawo bilansowe nie narzuca konkretnej metody dokonywania odpisów amortyzacyjnych. W praktyce dla celów sprawozdawczości finansowej jednostki gospodarcze stosują:
- metodę liniową,
- metody degresywne (przyspieszoną podwójną, sumy cyfr rocznych),
- metody progresywne,
- metody oparte na nakładach i efektach (metodę godzin pracy, metodę wydajności pracy środka trwałego).

Zastosowana metoda amortyzacji nie ma wpływu na łączną kwotę odpisów amortyzacyjnych, które zawsze będą równe wartości odtworzeniowej obiektu. Determinuje ona jednak nie tylko długość okresu amortyzacji, ale także kwoty obciążeń podatkowych, które stanowią konsekwencję wysokości osiągniętego dochodu.

## Metoda liniowa
Metoda liniowa (inaczej równomierna lub proporcjonalna) polega na równomiernym rozłożeniu w czasie zużycia środka trwałego. Jest ona oparta na założeniu, że użyteczność środka trwałego zmniejsza się w takim samym stopniu w każdym kolejnym okresie użytkowania środka. Metoda liniowa stanowi najpopularniejszą, a zarazem najprostszą metodę amortyzacji. Zalecana jest w sytuacji, gdy spadek użyteczności środka lub wydatki związane z jego utrzymaniem są równomierne w całym okresie eksploatacji środka np. dla budynków. Roczną kwotę amortyzacji można obliczyć w następujący sposób:
{\displaystyle A_{t}={\frac {W_{p}-O}{t_{n}}},}
gdzie:
{\displaystyle A_{t}} – roczna stawka amortyzacji,
{\displaystyle W_{p}} – wartość początkowa,
{\displaystyle O} – wartość odzysku (rezydualna),
{\displaystyle t_{n}} – przewidywany okres użytkowania w latach.
Często amortyzację obliczaną tą metodą przedstawia się jako stopę procentową, którą ustala się przy uwzględnieniu planowanego czasu użytkowania środka. Wzór na stopę amortyzacyjną wygląda następująco:
{\displaystyle S_{a}={\frac {100}{t_{n}}},}
gdzie:
{\displaystyle S_{a}} – stopa procentowa rocznej amortyzacji.
Przykład
Przedsiębiorstwo „Z” na początku 20x1 roku posiadało środek trwały o wartości początkowej równej 100 000 zł i przewidywanym 5-letnim okresie użytkowania. Wartość rezydualna po upływie tego okresu będzie wynosić 10 000 zł.
Roczna wartość amortyzacji liczona metodą linową:
{\displaystyle A_{t}={\frac {100000{\text{ zł }}-10000{\text{ zł }}}{5}}=18000{\text{ zł }}}
Stopa procentowa rocznej amortyzacji: 20%
| Rok    | Odpis amortyzacyjny (zł) | Umorzenie (zł) | Wartość księgowa netto (zł) |
| ------ | ------------------------ | -------------- | --------------------------- |
| 20 × 1 | 18 000                   | 18 000         | 82 000                      |
| 20 × 2 | 18 000                   | 36 000         | 64 000                      |
| 20 × 3 | 18 000                   | 54 000         | 46 000                      |
| 20 × 4 | 18 000                   | 72 000         | 28 000                      |
| 20 × 5 | 18 000                   | 90 000         | 10 000                      |

## Metody degresywne
Metody degresywne (metody przyspieszone), to metody uznające większy odpis amortyzacyjny we wcześniejszych okresach użytkowania środków, gdy dają one więcej korzyści bo są bardziej wydajne, wymagają mniej napraw i konserwacji. Zakłada się, że z czasem korzyści związane z tymi środkami maleją, maleją też kwoty odpisów amortyzacyjnych.
W ramach metod przyspieszonych w praktyce stosuje się metodę przyspieszoną podwójną i sumy cyfr rocznych.

### Metoda przyspieszona podwójna (malejącego salda)
Metoda przyspieszona podwójna opiera się na zasadzie metody liniowej, której stawka ulega podwojeniu. Należy pamiętać, że w tym przypadku wartość rezydualna nie jest uwzględniania przy obliczaniu stopy amortyzacji i nie odejmuje się jej od wartości początkowej. Dodatkowo kwotę amortyzacji ustala się w każdym okresie użytkowania w oparciu o wartość księgową netto środka z końca poprzedniego okresu, a nie w oparciu o wartość początkową środka trwałego, a w ostatnim okresie dopasowuje się odpis, tak aby pozostała minimalna wartość odzysku.
Stawkę amortyzacyjną w tej metodzie oblicza się w następujący sposób:
{\displaystyle A_{t}=S_{a}*W_{nt-1},}
gdzie:
{\displaystyle W_{nt-1}} – wartość księgowa netto na koniec poprzedniego okresu.
Przykład
Przedsiębiorstwo „Z” na początku 20x1 roku posiadało środek trwały o wartości początkowej równej 100 000 zł i przewidywanym 5-letnim okresie użytkowania. Wartość rezydualna po upływie tego okresu będzie wynosić 10 000 zł. Roczna stopa amortyzacyjna (według metody liniowej):
{\displaystyle S_{a}={\frac {100\%}{5}}=20\%}
Podwojona stopa amortyzacyjna:
{\displaystyle 2\times S_{a}=2\times 20\%=40\%}
| Rok    | Odpis amortyzacyjny (zł) | Umorzenie (zł) | Wartość księgowa netto (zł) |
| ------ | ------------------------ | -------------- | --------------------------- |
| 20 × 1 | 40% × 100 000 = 40 000   | 40 000         | 60 000                      |
| 20 × 2 | 40% × 60 000 = 24 000    | 64 000         | 36 000                      |
| 20 × 3 | 40% × 36 000 = 14 400    | 78 400         | 21 600                      |
| 20 × 4 | 40% × 21 600 = 8 640     | 87 040         | 12 960                      |
| 20 × 5 | 12 960 – 10 000 = 2 960  | 90 000         | 10 000                      |

Metoda przyspieszona jest stosowana także w zmienionej postaci dla celów podatkowych. Wtedy odpisy zmniejszają się aż do momentu zrównania się z odpisem z metody liniowej. Gdyby wartość odpisywanej raty metodą degresywną będzie mniejsza niż metodą liniową, to dalsze odpisy powinny być naliczane metodą liniową.

### Metoda sumy cyfr rocznych
Roczną amortyzację oblicza się przy tej metodzie mnożąc wartość początkową środka (pomniejszoną o wartość odzysku) przez zmieniający się w poszczególnych latach ułamek.
Licznik ułamka: to liczba lat, przez jaką będzie jeszcze użytkowany środek trwały. W kolejnych latach licznik będzie się zmniejszał o 1. Mianownik ułamka: to suma cyfr całkowitego okresu użytkowania środka np. 1+2+3+4+5 = 15, gdy środek będzie użytkowany w firmie przez 5 lat. Mianownik można obliczyć ze wzoru:
{\displaystyle {\frac {n(n+1)}{2}},}
gdzie:
{\displaystyle n} – liczba lat użytkowania środka.
Przykład
Przedsiębiorstwo „Z” na początku 20x1 roku posiadało środek trwały o wartości początkowej równej 100 000 zł i przewidywanym 5-letnim okresie użytkowania. Wartość rezydualna po upływie tego okresu będzie wynosić 10 000 zł.
| Rok  | Odpis amortyzacyjny (zł) | Umorzenie (zł) | Wartość księgowa netto (zł) |
| ---- | ------------------------ | -------------- | --------------------------- |
| 20x1 | 5/15 × 90 000 = 30 000   | 30 000         | 70 000                      |
| 20x2 | 4/15 × 90 000 = 24 000   | 54 000         | 46 000                      |
| 20x3 | 3/15 × 90 000 = 18 000   | 72 000         | 28 000                      |
| 20x4 | 2/15 × 90 000 = 12 000   | 84 000         | 16 000                      |
| 20x5 | 1/15 × 90 000 = 6 000    | 90 000         | 10 000                      |

## Metoda progresywna
Metoda progresywna to metoda rosnących odpisów amortyzacyjnych. Oparta jest na założeniu, że wraz z upływem czasu zużycie środka trwałego i utrata jego wartości następują coraz szybciej. Argumentem propagującym wykorzystanie metody progresywnej jest stopniowe osiąganie maksymalnego potencjału produkcyjnego przez środek trwały, gdy wartość narastających odpisów ma racjonalne uzasadnienie w ilościowych przyrostach wytworzonych przedmiotów.

## Metody naturalne (metody oparte na nakładach i efektach)
Podstawowym założeniem naturalnych metod amortyzacji jest intensywność z jaką wykorzystywane są środki trwałe w przedsiębiorstwie. Wartość rzeczywiście wykonanej przez nie pracy określa się w jednostkach naturalnych (takich jak metry czy kilogramy) oraz umownych (w maszyno- i roboczogodzinach bądź tonokilometrach). Metody naturalnej amortyzacji stosuje się najczęściej do składników o charakterze typowo produkcyjnym. Wśród metod naturalnych można wyróżnić metodę godzin pracy oraz metodę wydajności pracy środka trwałego.
- Metoda godzin pracy środka trwałego – za pomocą metody godzin pracy określa się stosunek wartości środka trwałego do ilości godzin jego eksploatacji[7]. Okresowy odpis amortyzacyjny ustala się przez pomnożenie godzin pracy przez amortyzację na godzinę pracy środka. Metoda pozwala zachować współmierność przychodów i kosztów – koszty amortyzacji zależą od faktycznego czasu pracy środka.

- Metoda wydajności pracy środka trwałego – w tej metodzie odpis amortyzacyjny zależy od ilości jednostek wyprodukowanych przy użyciu środka trwałego (wyrobów, usług, np. przejechanych tonokilometrów przez środki transportu) w danym okresie i zmienia się wraz z rozmiarami produkcji.

Roczną kwotę amortyzacji według tych metod można obliczyć w następujący sposób:
{\displaystyle S_{a}={\frac {W_{p}-W_{n}}{M}},}
{\displaystyle A_{t}={\frac {W_{p}-W_{n}}{M}}\times m,}
gdzie:
{\displaystyle S_{a}} – stawka amortyzacyjna na godzinę pracy lub jednostkę produkcji,
{\displaystyle M} – szacowana całkowita ilość godzin pracy środka lub ilość produkcji,
{\displaystyle m} – ilość godzin pracy lub produkcji wytworzonej w ciągu roku.
Przykład
Przedsiębiorstwo „Z” na początku 20x1 roku posiadało środek trwały o wartości początkowej równej 100 000 zł i przewidywanym 5-letnim okresie użytkowania. Wartość rezydualna po upływie tego okresu będzie wynosić 10 000 zł. Założono, że środek przepracuje w całym okresie użytkowania 10 000 godz. W poszczególnych latach środek przepracował:
- 20x1 – 3 000 godz.,
- 20x2 – 2 000 godz.,
- 20x3 – 1 000 godz.,
- 20x4 – 2 000 godz.,
- 20x5 – 2 000 godz.

Stawka amortyzacyjna na godzinę pracy (90 000 zł/10 000 godz.) = 9 zł/godz.
| Rok  | Odpis amortyzacyjny (zł) | Umorzenie (zł) | Wartość księgowa netto (zł) |
| ---- | ------------------------ | -------------- | --------------------------- |
| 20x1 | 9 × 3 000 = 27 000       | 27 000         | 73 000                      |
| 20x2 | 9 × 2 000 = 18 000       | 45 000         | 55 000                      |
| 20x3 | 9 × 1 000 = 9 000        | 54 000         | 46 000                      |
| 20x4 | 9 × 2 000 = 18 000       | 72 000         | 28 000                      |
| 20x5 | 9 × 2 000 = 18 000       | 90 000         | 10 000                      |

## Amortyzacja jako koszt podatkowy
Często pojęcie amortyzacji podatkowej jest utożsamiane z amortyzacją bilansową, gdy tymczasem są to dwa odrębne zagadnienia. Amortyzacja bilansowa wynika z przepisów, które są zawarte w ustawie o rachunkowości, natomiast podatkowa jest regulowana przepisami ustawy o podatku dochodowym od osób fizycznych i prawnych. Amortyzacja jest generalnie kosztem podatkowym. Jednakże o ile przepisy prawa bilansowego zakładają, że stawka amortyzacyjna powinna odzwierciedlać planowany okres ekonomicznego użytkowania danego składnika majątku i dają duża swobodę w ustalaniu tego okresu (aktywa), o tyle w ujęciu podatkowym istnieją z góry ustalone w załączniku nr 1 do ustawy o podatku dochodowym od osób prawnych (CIT) stawki amortyzacji uznawanej podatkowo przez urzędy skarbowe w Polsce (Wykaz rocznych stawek amortyzacyjnych). Taka sytuacja powoduje to, że koszty amortyzacji w danym okresie w ujęciu księgowym, czyli w sprawozdaniu finansowym i w księgach rachunkowych różnią się niekiedy od amortyzacji wykazywanej jako koszt w deklaracji podatkowej. Przejściowe różnice między amortyzacją w ujęciu księgowym a tą w ujęciu podatkowym skutkują powstawaniem aktywów bądź rezerw z tytułu odroczonego podatku dochodowego w sprawozdaniach finansowych firm. Aktywa z tytułu odroczonego podatku dochodowego ustala się w związku z ujemnymi różnicami przejściowymi (gdy np. wartość bilansowa środka trwałego jest niższa niż jego wartość podatkowa). Rezerwę z tytułu odroczonego podatku dochodowego tworzy się w związku z występowaniem dodatnich różnic przejściowych, które spowodują zwiększenie podstawy obliczenia podatku dochodowego w przyszłości.
Przykład
Przedsiębiorstwo „Z” na dzień 01.01.20x1 roku posiadało budynek o wartości początkowej równej 1 mln zł i przewidywanym 30-letnim okresie użytkowania. Wartość rezydualna po upływie tego okresu będzie wynosić 100 000 zł. Dla celów rachunkowości budynek amortyzowany jest metodą liniową. Przepisy podatkowe zakładają amortyzację takiego środka trwałego również według metody liniowej ze stawką roczną 2,5% bez uwzględniania wartości odzyskiwalnej.
- Wartość bilansowa budynku na dzień bilansowy 31.12.20x1 r.: 1 mln – 30.000 zł = 970.000 zł,
- Wartość podatkowa budynku na dzień bilansowy 31.12.20x1 r.: 1 mln – 25.000 zł = 975.000 zł.

Różnica przejściowa ujemna: 5.000 zł stanowiąca podstawę do ustalenia aktywów z tytułu odroczonego podatku dochodowego.